# Synaphosus karakumensis
Synaphosus karakumensis Ovtsharenko, Levy & Platnick, 1994 è un ragno appartenente alla famiglia Gnaphosidae.

## Etimologia
Il nome della specie deriva dalla zona turkmena di rinvenimento degli esemplari: il deserto del Karakum.

## Caratteristiche
L'olotipo maschile rinvenuto ha lunghezza totale è di 4,68mm; la lunghezza del cefalotorace è di 1,85mm; e la larghezza è di 1,30mm.

## Distribuzione
La specie è stata reperita nel Turkmenistan orientale: l'olotipo maschile è stato rinvenuto nei pressi di Repetek, località nel deserto del Karakum, appartenente alla provincia di Lebap.

## Tassonomia
Al 2016 non sono note sottospecie e dal 1994 non sono stati esaminati nuovi esemplari.